# 1237 Geneviève

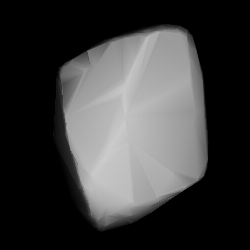
Mô hình 3D của 1237 Geneviève

1237 Geneviève là một tiểu hành tinh vành đai chính với chu kỳ quỹ đạo là 1542.7152131 ngày (4.22 năm).
Tiểu hành tinh được phát hiện ngày 2 tháng 12 năm 1931.